# Macintosh Classic (serie)
La serie Macintosh Classic è una linea di 4 personal computer di tipo all-in-one prodotti da Apple agli inizi degli anni novanta del XX secolo. Il capostipite della serie è il Macintosh Classic del 1990, una rivisitazione economica del precedente Macintosh Plus, mentre l'ultimo modello è il Macintosh Color Classic II del 1993.
La serie Classic appartiene alla più grande famiglia dei Macintosh classici, che comprende tutti i computer costruiti usando un case derivato da quello dell'originale Macintosh del 1984.

## Descrizione
Dopo l'uscita di Steve Jobs da Apple, avvenuta nel 1985 per contrasti con l'allora amministratore delegato John Sculley, la gestione della divisione Macintosh fu affidata a Jean-Louis Gassée, precedentemente manager di Apple France. Gassée assunse anche la carica di responsabile dei prodotti Apple e cambiò la politica commerciale dell'azienda affinché si concentrasse su computer di fascia alta, dove i profitti erano maggiori, tralasciando il mercato di fascia bassa. Le cose non andarono come previsto perché il costante aumento dei prezzi dei computer portò Apple a chiudere il 1989 con un netto calo del fatturato, dopo diversi anni sempre in crescita. Gassée si dimise ed Apple decise di tornare ad offrire computer in ogni fascia di prezzo ampliando il listino. Il primo modello del nuovo corso fu il Macintosh Classic, sviluppato come computer per la fascia più bassa.
Il Macintosh Classic fu presentato il 15 ottobre 1990. Era una rivisitazione del precedente Macintosh Plus, dotato sempre di 1 MB di RAM ma con la nuova unità floppy SuperDrive da 1,44 MB; restava invariata la CPU, il solito Motorola 68000 ad 8 MHz del primo Macintosh. Il Macintosh Classic era il primo computer della linea Macintosh ad essere venduto sotto i 1.000 dollari. Il computer riscosse un buon successo commerciale, nonostante un hardware ormai datato che lo rendeva adatto ad un uso prevalentemente domestico o educazionale piuttosto che professionale.
A causa della sua lentezza, Apple decise di aggiornare il Classic adottando la più prestazionale CPU Motorola 68030, la stessa del Macintosh SE/30, con una frequenza di 16 MHz. Fu deciso anche di dotarlo di una RAM di 2 MB (per un massimo installabile di 10 MB). Il nuovo modello fu messo in vendita il 21 ottobre 1991 come Macintosh Classic II al prezzo base di 1.899 dollari. Fu l'ultimo computer della serie Macintosh ad utilizzare il monitor da 9" in bianco e nero.
Il 1º febbraio 1993 fu messo in commercio il primo Macintosh compatto dotato di uno schermo a colori, il Macintosh Color Classic. Questo computer fu anche l'ultimo modello della linea Macintosh ad essere commercializzato negli Stati Uniti d'America. A livello di hardware il Macintosh Color Classic non era un'evoluzione del precedente Classic II ma derivava dal Macintosh LC II. Dal Color Classic derivò il Macintosh Color Classic II, un modello venduto esclusivamente in Canada, Europa e Giappone: si differenziava dal predecessore per la frequenza della CPU portata a 33 MHz e per la RAM massima indirizzabile, ben 36 MB. Il Color Classic II fu l'ultimo computer all-in-one con il case del primo Macintosh prodotto da Apple.

## Modelli
Di seguito vi sono i modelli della serie Macintosh Classic, in ordine cronologico:
- Macintosh Classic (1990)
- Macintosh Classic II (1991)
- Macintosh Color Classic (1993)
- Macintosh Color Classic II (1993)